# Скорнічешть
Скорнічешть, Скорнічешті (рум. Scornicești) — місто у повіті Олт в Румунії. Адміністративно місту підпорядковані такі села (дані про населення за 2002 рік):
- Белцаць (592 особи)
- Бірчій (1213 осіб)
- Житару (716 осіб)
- Константінешть (591 особа)
- Кіцяска (510 осіб)
- Мерджинень-Слобозія (1036 осіб)
- Могошешть (635 осіб)
- Міхейлешть-Попешть (387 осіб)
- Негрень (1223 особи)
- Піскань (303 особи)
- Русчорі (324 особи)
- Теюш (277 осіб)
- Шуйка (291 особа)

Місто розташоване на відстані 123 км на захід від Бухареста, 22 км на північний схід від Слатіни, 65 км на північний схід від Крайови, 144 км на південний захід від Брашова.
У місті народився та жив до 11 років колишній румунський лідер Ніколае Чаушеску. Дім у якому народився і жив Ніколае зберігся дотепер і є місцевою туристичною принадою.

## Населення
За даними перепису населення 2002 року у місті проживали 12 679 осіб.
Національний склад населення міста:
| Національність | Кількість осіб | Відсоток |
| -------------- | -------------- | -------- |
| румуни         | 12670          | 99,9%    |
| поляки         | 3              | < 0,1%   |
| угорці         | 2              | < 0,1%   |
| німці          | 1              | < 0,1%   |

Рідною мовою назвали:
| Мова      | Кількість осіб | Відсоток |
| --------- | -------------- | -------- |
| румунська | 12674          | > 99,9%  |
| угорська  | 2              | < 0,1%   |
| польська  | 1              | < 0,1%   |

Склад населення міста за віросповіданням:
| Релігія       | Кількість осіб | Відсоток |
| ------------- | -------------- | -------- |
| православні   | 12566          | 99,1%    |
| баптисти      | 82             | 0,6%     |
| адвентисти    | 11             | 0,1%     |
| римо-католики | 10             | 0,1%     |
| п'ятдесятники | 7              | 0,1%     |
| унітарії      | 1              | < 0,1%   |

## Зовнішні посилання
- Дані про місто Скорнічешть на сайті Ghidul Primăriilor [Архівовано 15 травня 2011 у Wayback Machine.]